# ضبوعة (نهم)
ضبوعة هي إحدى قرى عزلة الحنشات بمديرية نهم التابعة لمحافظة صنعاء، بلغ تعداد سكانها 238 نسمة حسب تعداد اليمن لعام 2004.